# The Flying Frenchman
The Flying Frenchman (翱翔嘅法國人, « Le Français volant ») est une sculpture en bronze de l'artiste français César installée à Hong Kong entre la tour de l'horloge et le centre culturel de Hong Kong près de la jetée publique de Kowloon.
Elle est offerte à la ville de Hong Kong en 1992 par la fondation Cartier pour l'art contemporain et représente une sorte de combattant marqué des séquelles et cicatrices de nombreuses luttes avec une grande aile brisée en partie, déployée vers le ciel.

## Polémique sur le nom
César avait auparavant nommée son œuvre « Le combattant pour la liberté » (The Freedom Fighter) mais la ville de Hong Kong trouvait que cela faisait trop écho aux manifestations de la place Tian'anmen ayant eu lieu peu de temps auparavant et décida de la renommer « Le Français volant » (The Flying Frenchman). César n'était pas présent lors de l'inauguration, officiellement à cause d'une hospitalisation, mais une rumeur prétend que c'était en fait pour marquer son mécontentement.